# Julio Peña Muñoz
Julio Peña Muñoz (Madrid, 18 de juny de 1912 - Marbella, Màlaga, 27 de juliol de 1972) va ser un actor espanyol.

## Biografia
Nascut en el si d'una família d'artistes, era fill de l'actor Ramón Peña, en la Companyia del qual s'integra en 1928, des d'on passaria a la del Teatre Infanta Isabel de Madrid.
Debuta al cinema en 1930 amb Doña Mentiras, i un any després es trasllada a Hollywood, on roman quatre anys, gravant versions en espanyol de pel·lícules inicialment rodades per al públic anglosaxó.
De retorn a Espanya, i una vegada finalitzada la Guerra Civil represa la seva carrera, compaginant cinema i teatre. El seu moment de màxima esplendor en la pantalla gran coincideix amb la dècada dels anys quaranta, en la qual treballa a les ordres dels directors més prestigiosos del moment com Benito Perojo, Edgar Neville, Rafael Gil, José Luis Sáenz de Heredia o Juan de Orduña.
D'aquesta època daten títols que inclouen María de la O (1936), Los hijos de la noche (1939), Marianela (1940), Correo de Indias (1942), Un drama nuevo (1946), Serenata española (1947) o Confidencia (1947).
Després de contreure matrimoni en 1953 amb l'actriu Susana Canales tots dos formen la seva pròpia companyia teatral i la seva carrera cinematogràfica comença a quedar relegada a papers de repartiment, en molts casos i durant els 60, en coproduccions i Spaghetti western. Uns altres dels seus treballs van ser en les pel·lícules Punto y banca de 1961 i El noveno mandamiento de 1963, ambdues d'Enrique Carreras, i Pampa salvaje, de 1966 i dirigida per Hugo Fregonese.
Va morir sobtadament als 60 anys a Marbella, on passava uns dies de descans, després de participar en la pel·lícula Pánico en el Transiberiano.